# 高良大社

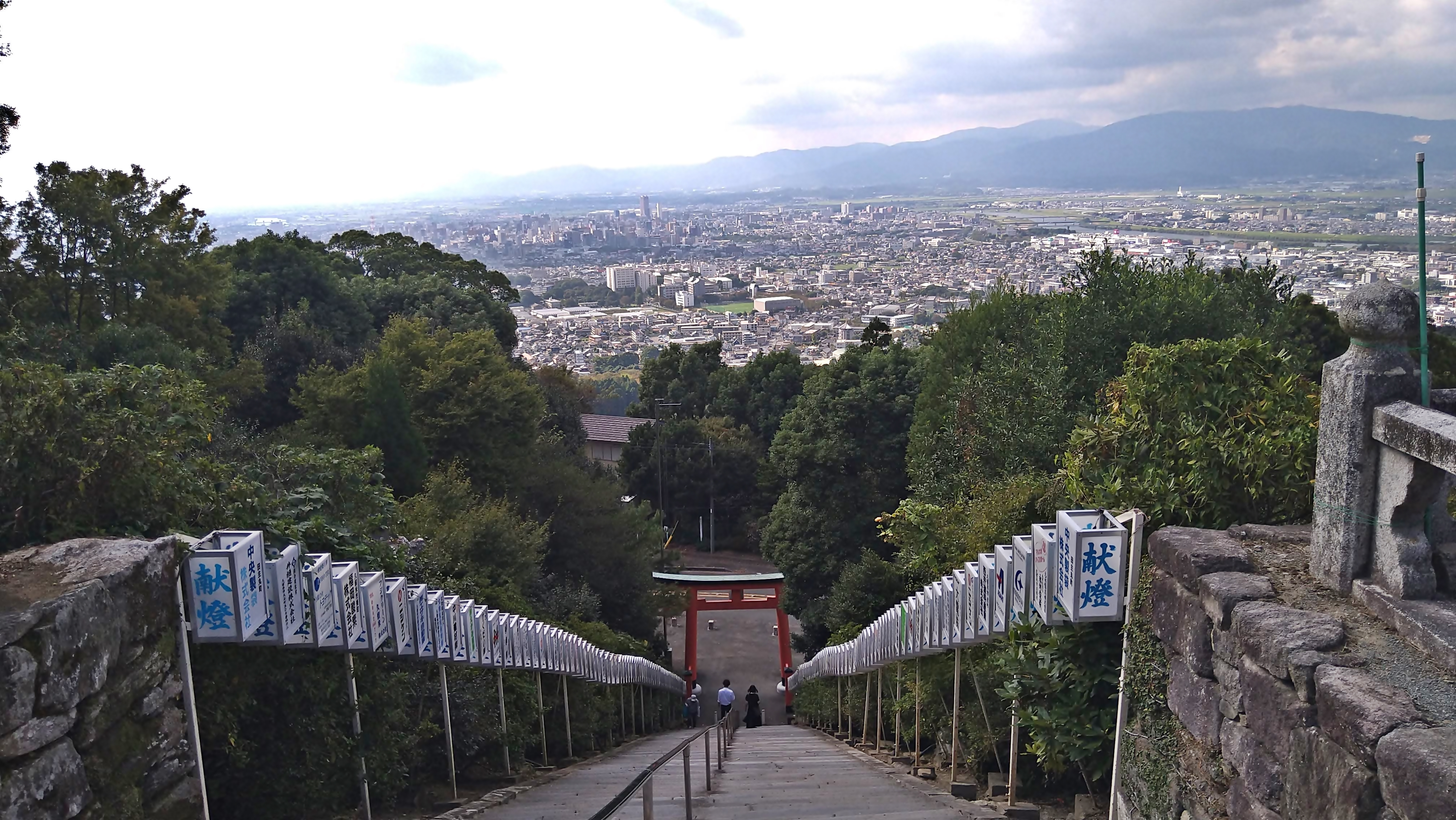
高良大社境内からの眺め

高良大社（こうらたいしゃ）は、福岡県久留米市の高良山にある神社。式内社（名神大社）、筑後国一宮。旧社格は国幣大社で、現在は神社本庁の別表神社。
古くは高良玉垂命神社（こうらたまたれのみことじんじゃ）、高良玉垂宮（こうらたまたれのみや）などとも呼ばれた。

## 概要
久留米市中心部の東方に鎮座する。
古代から筑紫の国魂と仰がれ、筑後一円はもとより、肥前にも有明海に近い地域を中心に篤い信仰圏が見られる。厄年の厄ばらい・厄除け開運・延命長寿・現代では交通安全のご利益でも名高い。また芸能の神としての信仰もある。
高良大社自体が名神大社、筑後国一宮であるほか、本殿に合祀されている豊比咩神社が名神大社、境外末社の伊勢天照御祖神社が式内小社、味水御井神社が筑後国総社であるとされる。
社殿は国の重要文化財に指定されており、神社建築としては九州最大級の大きさである。

## 祭神
- 正殿：高良玉垂命（こうらたまたれのみこと） - 神紋は「横木瓜」、神使は「烏」
- 左殿：八幡大神（はちまんおおかみ） - 神紋は「右三巴」、神使は「鳩」
- 右殿：住吉大神（すみよしおおかみ） - 神紋は「五七桐」、神使は「鶴」

この他、本殿内には御客座があり、豊比咩大神（とよひめおおかみ）が合祀されている。高良玉垂命とは夫婦との説もある。神階は正四位下。詳細は下記豊比咩神社を参照。御客座にはほかにも境内にあった坂本神社の祭神などが合祀されている。
高良玉垂命は朝廷から正一位を賜っているものの記紀には登場しておらず、正体が誰であるかに関しては古くから論争があり、武内宿禰（物部保連）説、藤大臣（中臣鳥賊津臣命、藤大臣連保、月天子、住吉明神の化身、物部氏の遠祖・物部胆咋連、物部保連）説、物部祖神（饒速日命、物部胆咋連、物部保連）説、彦火々出見尊説、水沼君祖神説、綿津見神説、比売許曽神（香春同神）説、景行天皇（大足彦）説、芹田真誰説、新羅神説、高麗神説など諸説がある。江戸時代には武内宿禰に比定する説が主流であったが、明治以降は特に比定されていない。

## 歴史
仁徳天皇55年または78年鎮座、履中天皇元年創建と伝えられる。
『延喜式神名帳』には「筑後国三井郡 高良玉垂命神社」と記載されて名神大社に列しているほか、筑後国一宮とされた。また、祭神の高良玉垂命は国内最古の神名帳とされる『筑後国神名帳』によると、朝廷から正一位を授けられたとされる。
高良山にはもともと高木神（＝高御産巣日神、高牟礼神）が鎮座しており、高牟礼山（たかむれやま）と呼ばれていたが、高良玉垂命が一夜の宿として山を借りたいと申し出て、高木神が譲ったところ、玉垂命は結界を張って鎮座したとの伝説がある。山の名前についてはいつしか高牟礼から音が転じ、良字の二字をあてて「高良」山と呼ばれるようになったという説もある。現在もともとの氏神だった高木神は麓の二の鳥居の手前の高樹神社に鎮座する。なお、久留米市御井町にある久留米市役所の支所の名前「高牟礼市民センター」や、久留米市内のいくつかの小中学校の校名や校歌の歌詞に「高牟礼」の名前が残っている。
現在の社殿は久留米藩第3代藩主有馬頼利の寄進によるもので、万治3年（1660年）に本殿が、寛文元年（1661年）に幣殿・拝殿が完成した。
明治4年（1871年）、近代社格制度において「高良神社」として国幣中社に列格し、1915年（大正4年）に国幣大社に昇格した。

### 神階

#### 高良玉垂命
- 延暦14年（795年）5月6日、従五位下 （『日本紀略』）
- 承和7年（840年）4月21日、従五位上 （『続日本後紀』）
- 承和8年（841年）4月14日、正五位下 （『続日本後紀』）
- 嘉祥元年（848年）11月2日、従四位下 （『続日本後紀』）
- 嘉祥3年（850年）10月7日、従四位上 （『日本文徳天皇実録』）
- 仁寿元年（851年）3月2日、正四位上 （『日本文徳天皇実録』）
- 仁寿元年（851年）9月25日、従三位 （『日本文徳天皇実録』）
- 天安2年（858年）5月14日、正三位 （『日本文徳天皇実録』）
- 天安3年（859年）1月27日、従二位 （『日本三代実録』）
- 貞観6年（864年）7月27日、正二位 （『日本三代実録』）
- 貞観12年（870年）2月15日、従一位 （『日本三代実録』）
- 不詳、正一位（『筑後国神名帳』）

#### 豊比咩大神
- 天安元年（857年）10月丁卯、従五位下 （『日本文徳天皇実録』）
- 貞観元年（859年）1月27日、従四位下から従四位上 （『日本三代実録』）
- 貞観6年（864年）6月27日、正四位下 （『日本三代実録』）
- 貞観11年（869年）3月22日、正四位上 （『日本三代実録』）

#### 高皇産霊神
- 元慶2年（878年）、従五位上（『日本三代実録』）
- 不詳、正五位下（『筑後国神名帳』）

#### その他
『筑後国神名帳』の記載。
- 借従四位上
  - 斯禮賀志命神 高良玉垂命神第一王子（高良御子神社）
- 正五位下
  - 伊勢天照名神（伊勢天照御祖神社）
  - 物部名神（赤星神社）
- 借従五位上
  - 朝日豊盛命神（あさひとよもり） 高良玉垂命神第二王子（高良御子神社）
  - 暮日豊盛命神（ゆうひとよもり） 高良玉垂命神第三王子（高良御子神社）
  - 淵志命神 高良玉垂命神第四王子（高良御子神社）
  - 谿上命神 高良玉垂命神第五王子（高良御子神社）
  - 那男美命神 高良玉垂命神第六王子（高良御子神社）
  - 坂本名神 高良玉垂命神第七王子（高良御子神社）
  - 安子竒命神 高良玉垂命神第八王子（高良御子神社）
  - 安樂應寶秘命神 高良玉垂命神第九王子（高良御子神社）
- 正六位上
  - 味氷御井神（味水御井神社）

## 摂末社・兼務社など
『玉垂宮賓殿及境内末社記』には、下記以外に発心権現（発心三社大権現）が末社として挙げられている。鎮座地はわかりやすくするため旧字名を使用した。

### 奥宮
高良大社奥宮（奥の院）
御井町字奥の谷に鎮座。古くは「高良廟」「御神廟」あるいは「語霊廟」と称し、高良玉垂命に比定されていた武内宿禰の葬所とされた。
水分神社（みくまりじんじゃ）
境外末社。祭神：水分神。例祭：11月13日（摂末社例祭）。初寅祭：毎月初寅日。
奥宮境内に鎮座。「水分社」とも称する。旧「高隆寺毘沙門堂」が明治の神仏分離で改められたもの。

### 境内
三の鳥居・本坂及び下向坂（げこうざか）鳥居・石段より内側が境内地。現在の本参道は本坂だが、かつては下向坂石段であったという。

#### 豊比咩神社
豊比咩神社（とよひめじんじゃ）
式内社（名神大）。旧県社。現在は摂社として本殿に合祀。祭神：豊比咩大神（豊玉姫命）。
名神大社の論社の一つ。筑後国三井郡の式内社3座（大2座・小1座）は同一個所にあったであろうと考えられており、天安元年（857年）5月に豊比咩神社の社殿を焼失した際、高良玉垂宮にも被害があった記録があることから、相殿あるいは至近距離にあったとする説もある。貞観11年（869年）3月22日、正四位上に列格。『筑後国神名帳』にも記載はあるが、その後は退転し不詳となった。そのため論社は複数存在する。
貞享2年（1685年）に末社として再興されたというが、その社殿は真根子神社のものとして使われている。明治維新のころに御井町字清水、清水山山頂（御手洗池西岸）の「新清水観音堂」境内に豊比咩神社の小祠が作られ再興、さらに明治の神仏分離により新清水観音堂が廃されたことからそちらに移った。境内には桃青霊神社も鎮座していた。1873年（明治6年）県社に列格。明治中年頃の『国幣中社高良神社絵図』には「境外県社」とある。「豊比咩社」「豊比咋咩神社」とも称した。
1936年（昭和11年）に隣接地であるブリヂストン石橋家の別荘「水明荘」の用地の一部となり、豊比咩神社は廃社され本殿に合祀、社殿などはそのまま放置されているというが、桃青霊神社は後に現在地の宮地嶽神社境内に遷座した。

#### 境内摂末社
市恵比須社（いちえびすしゃ）
境内社。祭神：夫婦恵比須神。例祭（えびす大祭）：9月25日。
元は麓の御井町字府中に祀られていた市の神社。筑後国付近で市を開くときは高良山大祝の許可を得て恵比寿神を勧請するのが通例であったという。府中宿内や下宮には現在でも恵比寿神石像が複数存在する。
印鑰神社（いんにゃくじんじゃ）
境内末社。祭神：武内宿禰公。例祭：11月13日（摂末社例祭）。
「印鑰社」とも称する。1873年（明治6年）、後述する御井町字宗崎にある印鑰神社から勧請された。明治中年頃の『国幣中社高良神社絵図』では祭神は「高良神社の印鑰」とされる。
高良御子神社（こうらみこじんじゃ）
境内摂社。例祭：11月13日（摂末社例祭）、月次祭：毎月13日。
- 祭神：高良玉垂命の御子神9柱・九躰皇子
  - 第一王子 斯礼賀志命（しれがしのみこと）
  - 第二王子 朝日豊盛命（あさひとよさかりのみこと）
  - 第三王子 暮日豊盛命（くれひとよさかりのみこと）
  - 第四王子 渕志命（ふちしのみこと）
  - 第五王子 谿上命（たにがみのみこと）
  - 第六王子 那男美命（なおみのみこと）
  - 第七王子 坂本命（さかもとのみこと）
  - 第八王子 安志奇命（あしきのみこと）
  - 第九王子 安楽応宝秘命（あらおほびのみこと）。

「高良御子社」とも称する。1873年（明治6年）、後述する山川町字王子山にある高良御子神社から勧請された。
真根子神社（まねこじんじゃ）
境内末社。祭神：壱岐真根子命。例祭：11月13日（摂末社例祭）。
「真根子社」とも称する。1935年（昭和10年）、同じく境内にあった五所八幡宮、日吉神社、風浪神社が合祀。現在の社殿は貞享2年（1685年）再興の豊比咩神社の旧社殿とされる。
五所八幡宮（ごしょはちまんぐう）
境内末社。祭神：肥前千栗、豊前大分、肥後藤崎、薩摩鹿児島、大隅霧島。
古くは「五社八幡」「五所神社」と称した。
日吉神社（ひよしじんじゃ）
境内末社。祭神：大山咋命。
古くは「山王七社」と称した。
風浪神社（ふうろうじんじゃ）
境内末社。祭神：綿津見神。
古くは「風浪権現」「風浪社」と称した。

### 山内
二の鳥居で車道（福岡県道750号）と分岐する。参道を登り切った下向坂鳥居付近で車道から分離した臨時バス専用車道と合流、さらに進んだ三の鳥居付近で車道と合流する。

#### 山内参道沿い
鏡山神社（かがみやまじんじゃ）
境外末社。祭神：高良玉垂命の分祖。例祭：11月13日（摂末社例祭）。
元は麓の御井町字賀輪に祀られていたが、九州自動車道の建設のため現在地である高良山二十六ヶ寺の中院跡に遷座した。高良大社宝物館に収められている四雲文重圏規距鏡が祀られていた。
伊勢天照御祖神社（いせあまてらすみおやじんじゃ）
境外末社。式内社（小）。祭神：天照大神。例祭：11月13日（摂末社例祭）。
御井町字中谷に鎮座。「伊勢御祖神社」とも称する。古くは「伊勢社」「御祖神社」「伊勢御祖神（いせみおや）」と称した。延暦3年（784年）、伊勢の皇大神宮から分祀された。室町時代末の『高良社画縁起』では、石造大鳥居の北（現御井小学校正門、府中宿本陣跡「伊勢の井」付近）に小祠が描かれているが、明和4年（1767年）の府中大火が契機となり、現在地に遷座した。
久留米市大石町の伊勢天照御祖神社と同じく、式内小社の論社だが、祭神は異なる。
八幡宮（はちまんぐう）
境外末社。伊勢天照御祖神社境内に鎮座。
元は山内の別の場所にあったが、整備により伊勢天照御祖神社境内に遷座した。『玉垂宮賓殿及境内末社記』には「若宮八幡宮」が末社として挙げられているが、高良山周辺には複数の八幡神社があるため、当社を指すのかどうかは不明。
天満宮（てんまんぐう）
境外末社。伊勢天照御祖神社境内に鎮座。
元は山内の別の場所にあったが、整備により伊勢天照御祖神社境内に遷座した。『玉垂宮賓殿及境内末社記』には「天満宮」が末社として挙げられているが、高良山周辺には複数の天満神社があるため、当社を指すのかどうかは不明。
大辨財天社（だいべんざいてんしゃ）
境外社。二の鳥居に入ってすぐの竹やぶの中に鎮座する石塔。裏面には白蛇塚と書かれている。

#### 山内車道沿い
大学稲荷神社（だいがくいなりじんじゃ）
境外末社。祭神：倉稲魂命。初午祭：2月初午日、夏祭：9月6日、冬籠祭：12月8日。
御井町字宗崎、稲荷山山頂に鎮座。「稲荷神社」「稲荷社」とも称するほか、古くは「愛宕山稲荷」とも称した。筑前・筑後稲荷十社の筆頭といわれる高良大社の摂末社の中でも大きい神社で、明和8年（1771年）、京都の伏見稲荷大社から愛宕神社境内に勧請。慶応2年（1886年）に現社地を拓き、1875年（明治8年）に遷座された。上社（通称：大学稲荷社）と下社（通称：小学稲荷社）に分かれ、また三九郎稲荷社、三四郎稲荷社など多数の稲荷社がある。下社は愛宕神社ができる前からこの地にあったとされる。
印鑰神社（いんやくじんじゃ）
元境外末社のち兼務社。旧村社（神饌幣帛料供進社）。祭神：武内宿禰公・菅原道真公。夏祭：7月17日、冬祭：12月18日。
御井町字宗崎に鎮座。白鳳16年（676年）鎮座。元は大宮司宗崎邸があった場所だが、慶長6年（1601年）に宗崎村が高良大社の神領から外されて社地も宗崎分となったため、宗崎村の氏神となった。『玉垂宮賓殿及境内末社記』には「印鑰大明神」が末社として挙げられている。文化8年（1811年）、菅原道真公が合祀された。1873年（明治6年）3月14日郷社に、1921年（大正10年）4月7日神饌幣帛料供進社に列している。印鑰とは高良大社の印と鍵（鑰）のことであり、高良大社の宝を守る鍵、あるいは高良大社そのものを守る神社であるといわれている。高良大社境内にある印鑰神社はこちらからの勧請。
宮地嶽神社（みやじだけじんじゃ）
境外末社。祭神：神功皇后。例祭：11月13日（摂末社例祭）。
御井町字礫山、虚空蔵山山頂に鎮座。福岡県福津市の宮地嶽神社からの勧請。
桃青霊神社（とうせいれいしんのやしろ、とうせいれいじんじゃ）
境外末社。祭神：松尾芭蕉。
宮地嶽神社境内に鎮座。寛政8年（1796年）2月建立。全国でも初めて松尾芭蕉を祀った神社とされる。元は清水山の新清水観音堂のち豊比咩神社境内にあったが、豊比咩神社廃社により社地が「水明荘」の用地の一部となったため、1960年（昭和35年）から1965年（昭和40年）ごろに虚空蔵山の宮地嶽神社境内に遷座した。新清水観音堂の自得祠もこちらに移されている。
愛宕神社（あたごじんじゃ）
境外末社。祭神：火迦具土神。夏祭：7月23日、月次祭：毎月4日。
御井町字礫山、礫山山頂に鎮座。万治11年（1660年）に京都の愛宕神社から勧請、隈山（現久留米大学御井学舎付近）に鎮座していたが、遠方で祭事に支障があるため、寛文11年（1671年）現在地に鎮座。古くは「愛宕権現」と称した。通称「愛宕さん」。
境内には岩不動がある。正式には「三尊磨崖種子（さんぞんまがいしゅじ）」という市指定文化財で、中央が地蔵菩薩、左右は不動、毘沙門の三尊の種子（梵字）が彫られている。正参道はかつて岩不動参道の横にあったが、一の鳥居からは九州自動車道で遮られており繋がっていない。
近くには礫山古墳、高良下宮社の間には祇園山古墳がある。

#### 山内その他
琴平神社（ことひらじんじゃ）
境外末社。祭神：大物主命・崇徳天皇。春季大祭：4月10日、秋季大祭：9月10日、月次祭：毎月10日。
御井町字吉見嶽、吉見嶽山頂に鎮座。「琴平社」とも称する。安永3年（1774年）3月10日、讃岐の金刀比羅宮から勧請された。明治4年（1871年）、讃岐の本社と同様に崇徳天皇を合祀し「白峰社」さらに「琴平神社」と改称した。同地には吉見嶽城跡がある。
高良御子神社（こうらみこじんじゃ）
元境外末社のち兼務社。祭神：高良玉垂命の御子神9柱・九躰皇子（斯礼賀志命、朝日豊盛命、暮日豊盛命、渕志命、谿上命、那男美命、坂本命、安志奇命、安楽応宝秘命）。
山川町字王子山に鎮座。古くは「阿志岐王子」「九躰王子」と称した。通称「王子宮」。允恭天皇時代、阿志岐山上に建立。神護景雲2年（768年）現在地に遷座した。第一王子である斯礼賀志命は従四位上、第二王子以降は従五位上が送られている（『筑後国神名帳』）。古くは摂社だったが、後に独立し山川町字本村の氏神、山川町の総氏神となった。『玉垂宮賓殿及境内末社記』には「王子宮」が末社として挙げられている。高良大社境内にある高良御子神社はこちらからの勧請。
境内社に王子若宮八幡宮（仁徳天皇）、太神宮（天照大神）、恵比須神、天満神社（菅原神（本村区氏神））。王子池の「花火動乱蜂」は高良御子神社ではなくこの若宮八幡宮の例祭（9月15日）。『玉垂宮賓殿及境内末社記』には「若宮八幡宮」が末社として挙げられているが、高良山周辺には複数の八幡神社があるため、当社を指すのかどうかは不明。
坂本神社（さかもとじんじゃ）
元境外末社のち兼務社。例祭：7月撰日
- 祭神
  - 東坂本社：櫛岩窓命（くしいわまどのかみ）
  - 西坂本社：豊岩窓命（とよいわまどのかみ）

高良御子神社境内右脇に鎮座。高良山道入口の守護神で、山川町字栗林の氏神。栗林（御井駅付近）の阿志岐坂に至る古道の東西2か所に祀られていた。古代高良山の登口である三口（耳納村・阿志岐村・高良内村）の一つで最も重要な北口にあった。『玉垂宮賓殿及境内末社記』には「坂本明神」が末社として挙げられている。高良大社境内本坂の両脇にも分霊が祀られていたが、現在は本殿内の御客座に遷座している。
1910年（明治43年）9月26日、明治後期の神社合祀により両社とも末社ごと高良御子神社に遷座合祀された。そのため、高良大社では兼務社に準ずるものとして扱っているが宗教法人格はなく、法律上は高良御子神社の境内神社となる。高良御子神社の一の鳥居の扁額は「王子宮」、二の鳥居の扁額は「坂本神社」となっている。
境内社は、東坂本社が末社素盞嗚社（素盞嗚命）、末社佐田社（猿田彦命）、末社八柱社（高良玉垂命・外7柱、元治2年（1865年）建立）。西坂本社が末社隼鷹天神社（高皇産霊神）、末社石川宿弥社（不詳）、佐屋神大明神。

### 山麓
石造大鳥居（一の鳥居）から二の鳥居まで。
高樹神社（たかぎじんじゃ）
元境外末社のち兼務社。旧郷社（神饌幣帛料供進社）。祭神：高皇産霊神。例祭：12月13日。
御井町字神籠石に鎮座。古くは「高牟礼権現」「高牟礼神社」と称した。歴史にある通り高良山の地主神であり、元慶2年（878年）従五位上（『日本三代実録』）、後に正五位下に列せられた（『筑後国神名帳』）。1873年（明治6年）3月14日郷社に、1922年（大正11年）11月24日神饌幣帛料供進社に列している。明治中年頃の『国幣中社高良神社絵図』には「境外郷社」とある。
境内社に社日神社、猿田彦大神。狛犬は筑後地方で最も古いものであり、久留米市指定民俗文化財。
厳島神社（いつくしまじんじゃ）
境外社。祭神：市杵嶋姫命。例祭：11月13日（摂末社例祭）。
御手洗池に鎮座。「厳島社」とも称する。御手洗池は、元は谷で土橋があったところ、安永年間（1772年から1781年）に久留米藩が放生池として整備、享和3年（1803年）9月に石橋である御手洗橋（県指定有形文化財）が建てられた。

### 町内

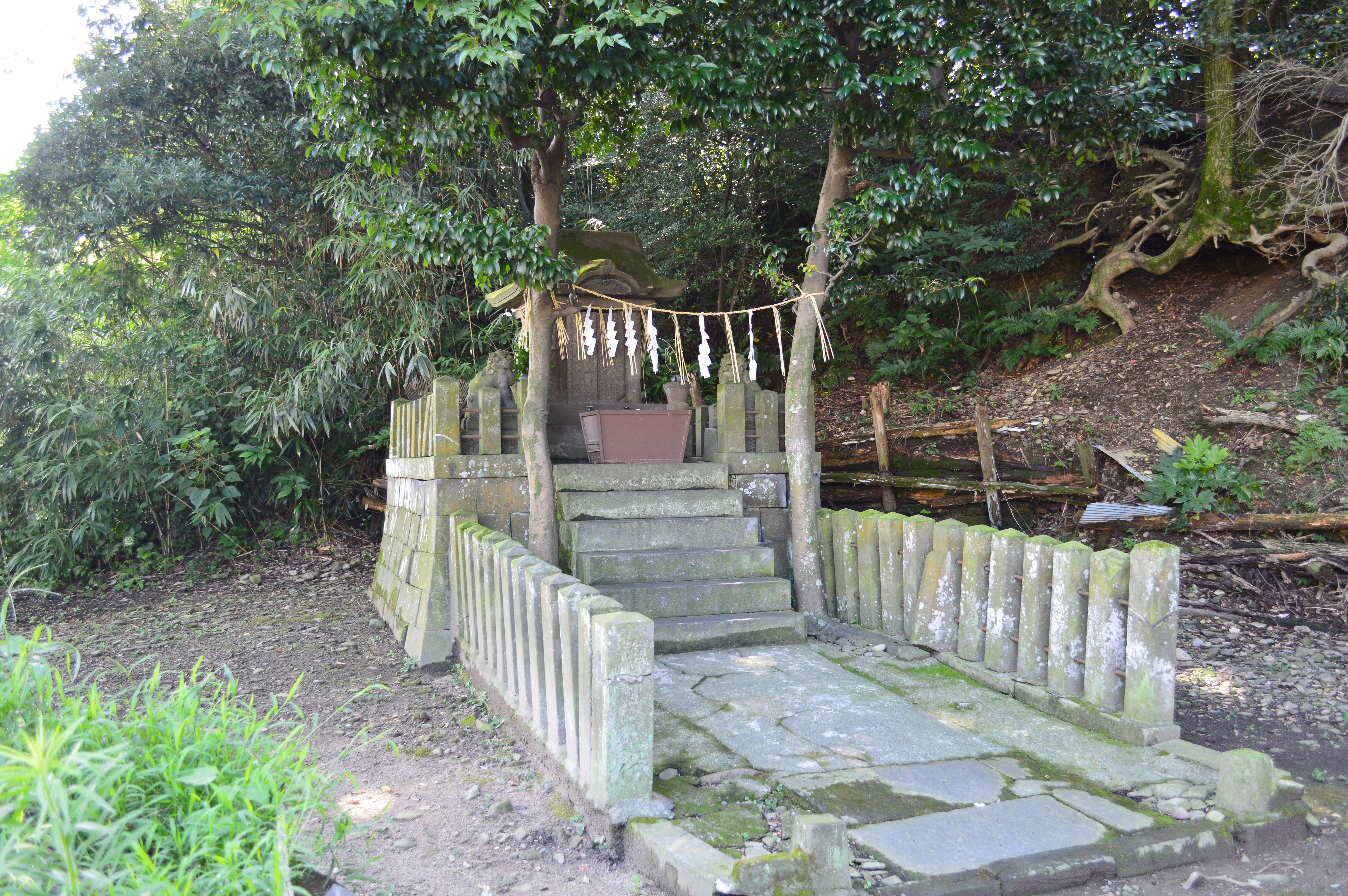
味水御井神社
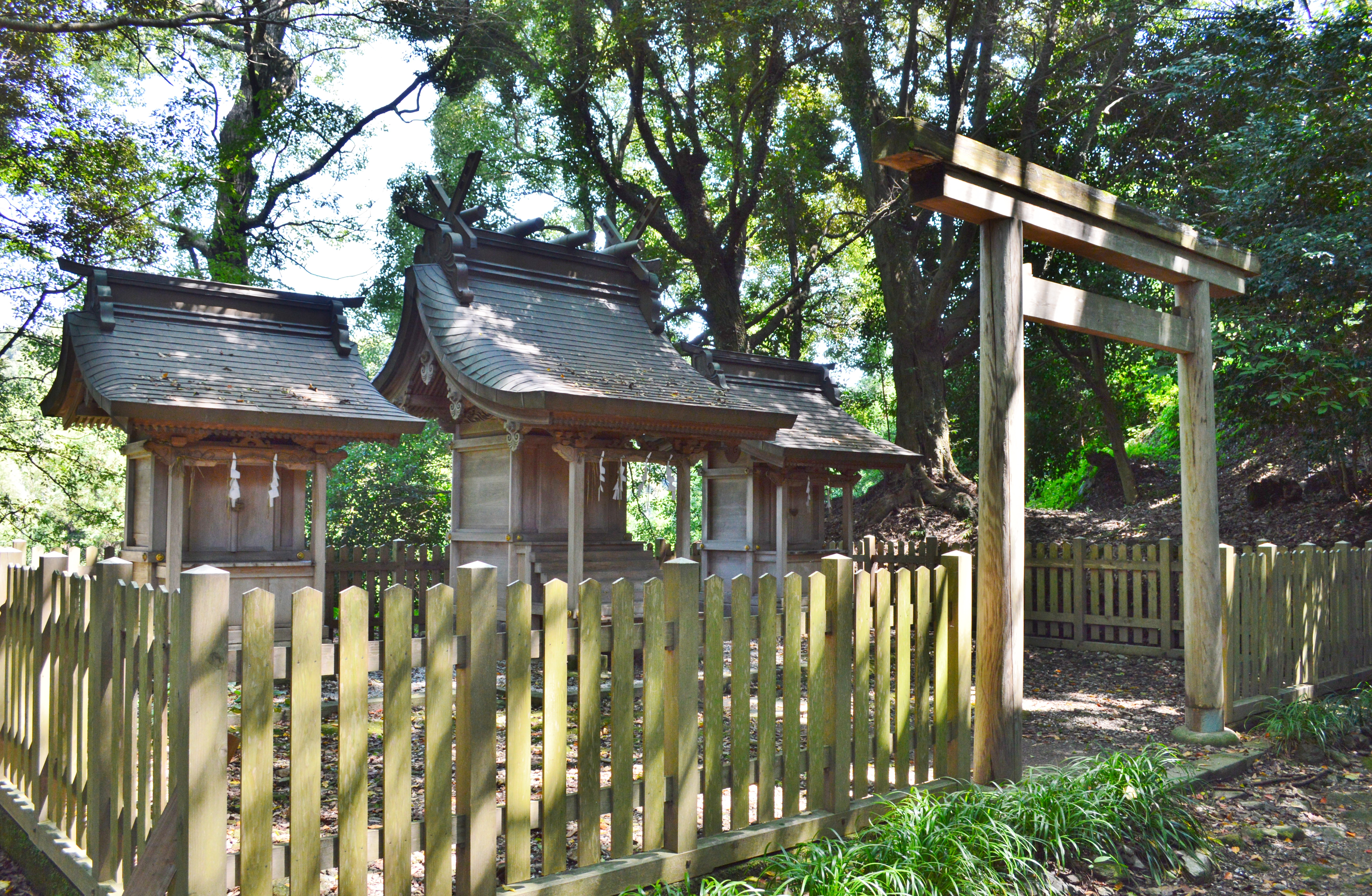
伊勢天照御祖神社

石造大鳥居（一の鳥居）より外。石造大鳥居脇に下宮へ向かう鳥居がある。
高良下宮社（こうらしもみやしゃ）
元境外末社のち兼務社。旧村社。例祭：11月13日。
- 祭神
  - 正殿・下宮社：高良玉垂命
  - 左殿・幸神社：孝元天皇
  - 右殿・素盞嗚神社（祇園社）：素盞嗚尊

御井町字府中に鎮座。古くは「高良宮下宮」と称した。上宮（高良大社）と同じく履中天皇元年あるいは白鳳2年（664年）の創建。有馬家入国の際に府中宿の氏神となる。元は境外末社であったが、1914年（大正3年）に上宮から独立し村社に列した。明治中年頃の『国幣中社高良神社絵図』には「境外郷社」とある。
境内社に粟島神社、秋葉神社、恵比寿像、役行者像（極楽寺から移されたもの）、猿田彦大神など。
愛宕神社の間には祇園山古墳があり、素盞嗚神社（祇園社）はそれを守るために建てられたという説もある。現在でも素盞嗚神社だけでなく高良下宮社自体を通称「祇園さん」と呼ぶ場合がある。『玉垂宮賓殿及境内末社記』には「下宮」と「祇園社」がそれぞれ別に末社として挙げられている。
味水御井神社（うましみずみいじんじゃ）
境外末社。筑後国総社。祭神：水波能賣命。例祭：11月13日（摂末社例祭）。夏祭：8月7日。
御井町字朝妻、久留米大学前駅北側に鎮座。古くは「朝妻社」あるいは「朝妻大明神七座」と称した。創建は不明だが、正六位上として天慶7年（944年）の『筑後国神名帳』にも載っている古社。久留米大学駅前南側に高良大社屯宮跡（頓宮、すなわち摂社のこと）の碑があり、元は駅も境内地であった。高良三泉の一つで、高良山十景の一つ、朝妻清水が御神体であり、鳥居や社殿はない。10世紀半以降、国府が合川町枝光から朝妻へ移ったため、筑後国総社となった。御神木のクロガネモチは県指定天然記念物。
また、朝妻の各所に別々に鎮座していた7社（朝妻七社）を合祀している「七社権現」と呼ばれる小祠がある。味水御井神社に社殿がないため、こちらと勘違いされることがある。祭神は仲哀天皇、神功皇后、国長明神、古母、妙見、乙宮、西宮。
- 味水御井神社
- 伊勢天照御祖神社

### その他の兼務社
高良山山麓の兼務社は、前述の印鑰神社、高良御子神社（坂本神社）、高樹神社、高良下宮社を含め、御井・山川・高良内3校区全16社。
- 山川招魂社[20]
- 高良内八幡神社[21]
- 赤星神社（妙見宮）[21] - 正五位下（『筑後国神名帳』）
- 冨松神社[22]
- 天満神社（山川校区内計6社）[23]
  - 野口天満神社[24]
  - 安居野天満神社[24]
  - 神代天満神社[23]
- 鑓水日吉神社[25]
- 太郎原日吉神社[26]

## 関係寺院
高隆寺
天台宗寺院。廃寺。中世中期までの高良山の神宮寺として高良玉垂宮を支配していたが、後期以降は衰退し御井寺にその座を譲った。
御井寺
天台宗寺院。山号は高良山、院号は蓮台院。中世後期以降の高良山の神宮寺。高良山の座主として、26寺360坊1000余名の衆徒を支配した。明治2年（1869年）の神仏分離（廃仏毀釈）により仏教は高良山を追い出され、高良山二十六ヶ寺は全て廃寺となった。本坊跡は旧宮司宅、座主跡は高良山御殿として使用された。1879年（明治11年）4月、麓の宝蔵寺跡に御井寺が再建された。
高良山二十六ヶ寺、高良山十二院
高良大社参道に点在していたが、前述の通り全て廃寺となった。

## 主な祭事

### 式年祭
- 御神期祭
寛政4年（1792年）から50年に一度の祭礼として行われる。1992年（平成4年）には千六百年御神期大祭として、猿田彦、獅子舞、風流（ふりゅう）を先導に、神輿行列が久留米市街地まで練り歩く神幸祭が執り行われた。

### 年間祭事
- 川渡祭 （へこかき祭、6月1日・2日）[27]
- 例大祭 （高良山くんち、10月9日-11日）

## 文化財

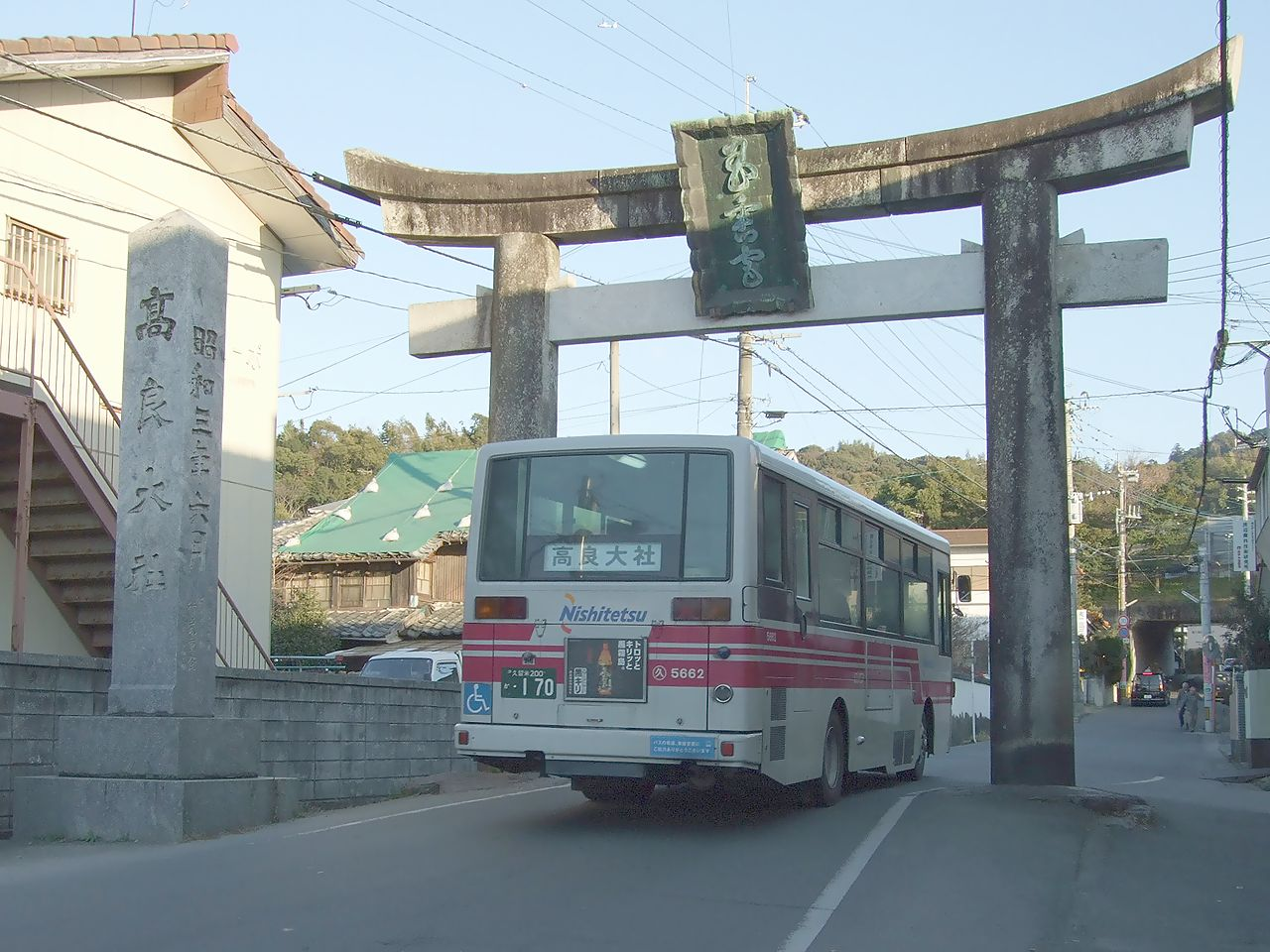
石造大鳥居（重要文化財）

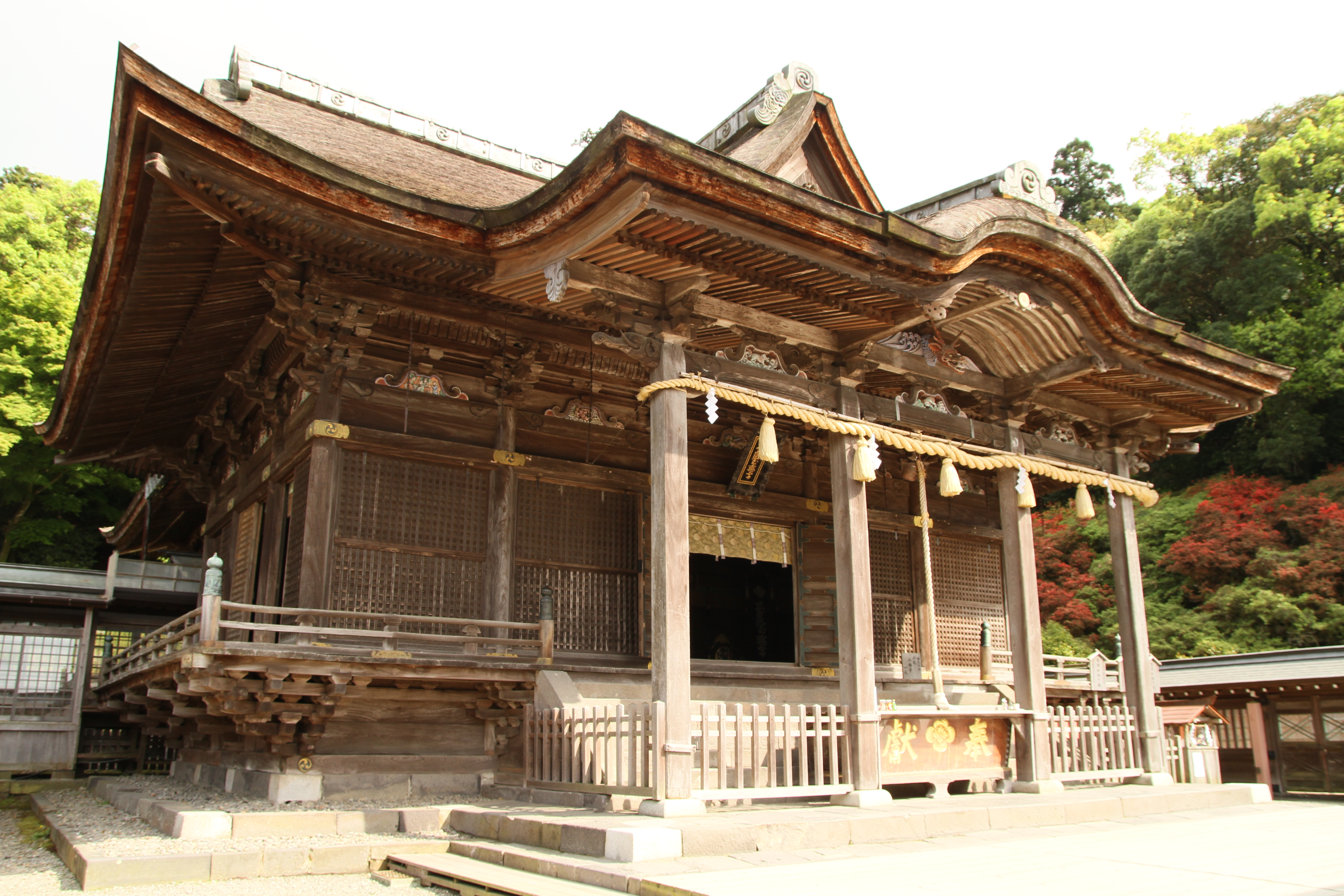
拝殿（重要文化財）

### 重要文化財（国指定）
- 本殿・幣殿・拝殿
1972年（昭和47年）5月15日国指定[28]。
- 大鳥居（一の鳥居）
明暦元年（1655年）久留米藩第2代藩主有馬忠頼より寄進された[28]。石造で田主丸石垣から領民によって運ばれた石材が利用されている[28]。1972年5月15日国指定[28]。
1978年（昭和53年）大型車両が接触し、貫が破損したためこの部分だけ新しい。2023年5月3日には乗用車が飲酒運転により大鳥居に衝突する事故が発生した[29]。
- 紙本墨書平家物語（覚一本）
寛政9年（1797年）に僧の寂春が奉納[28]。1911年（明治44年）4月17日国指定[28]。

### 天然記念物（国指定）
- 高良山のモウソウキンメイチク林
1974年（昭和49年）11月25日指定[28]。

### その他
福岡県指定有形文化財
- 高良山御手洗橋
- 絹本著色高良大社縁起
- 高良大社所蔵文書

福岡県指定天然記念物
- 高良大社の樟樹

久留米市指定天然記念物
- 高良大社のツツジ群生地

久留米市指定無形民俗文化財
- 高良山獅子舞

## 現地情報
所在地
- 福岡県久留米市御井町1番地

交通アクセス
鉄道

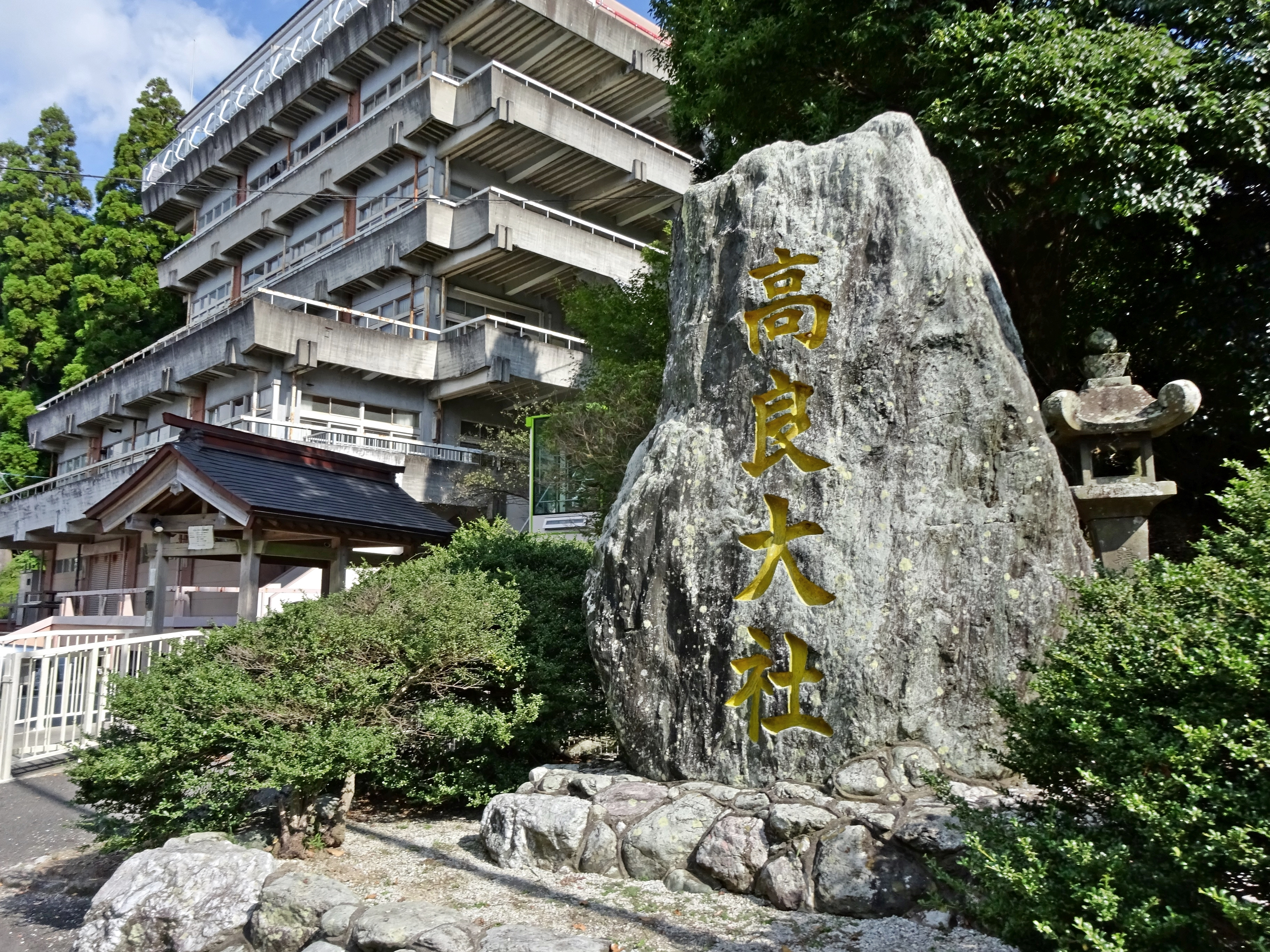
高良大社の石碑とスロープカー下部乗降場（左側）

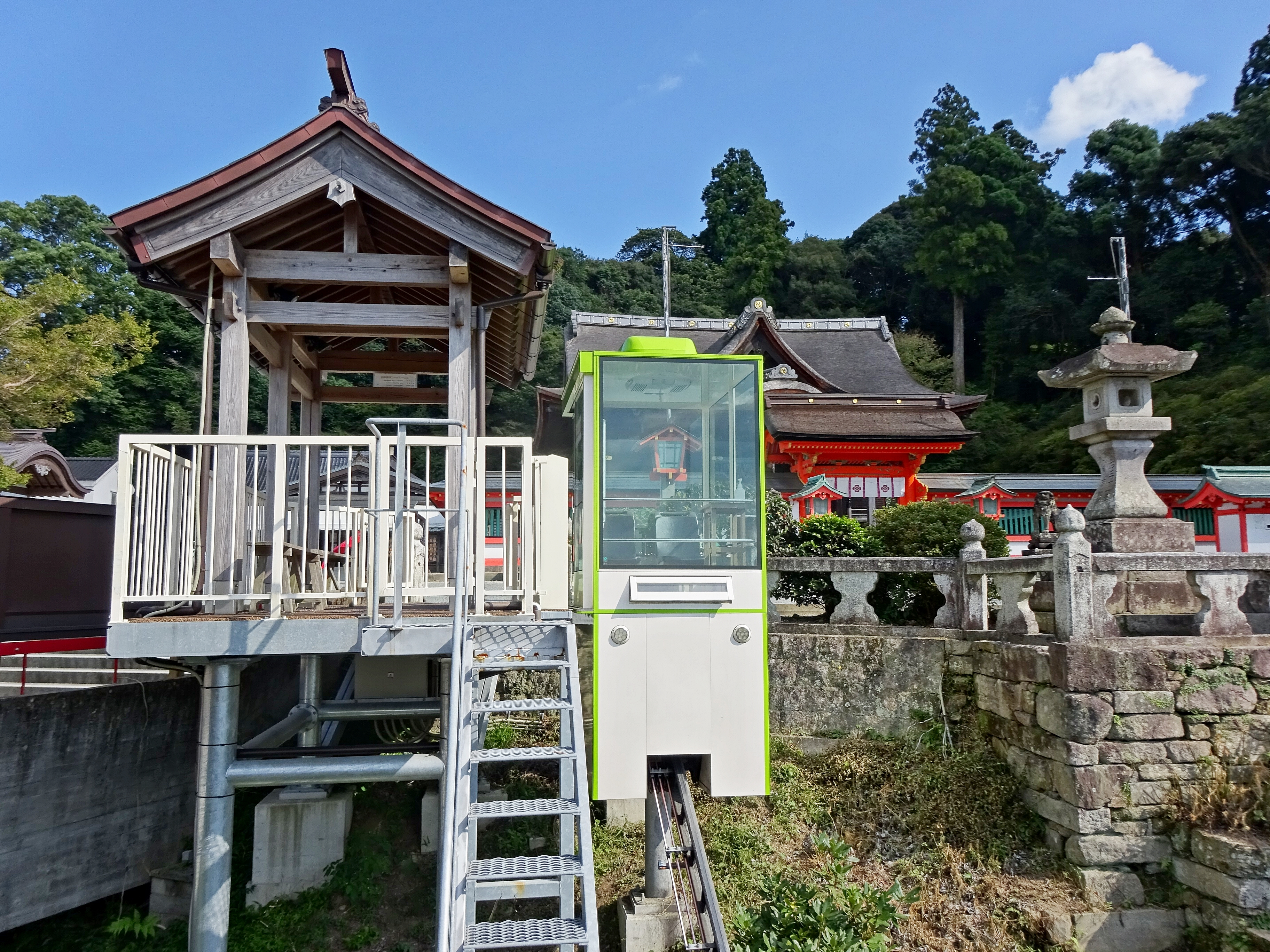
参拝を容易にする同社のスロープカー

- JR九州久大本線 久留米大学前駅 からタクシーで9分（4.3㎞）

バス
- JR久留米駅・西鉄久留米駅方面から、西鉄バス（1－1番御井町経由信愛女学院行き）で、「御井町」バス停下車、タクシーで7分もしくは徒歩43分（3.5㎞）
- 正月や祭事の際には、西鉄久留米駅より高良大社下まで臨時バス有り

車
- 九州自動車道久留米インターチェンジから福岡県道750号御井諏訪野線などを経由し4.7㎞
- 駐車場：有り。浄財を寄進することで、駐車場から参拝を容易にするスロープカーに乗車することができる。

周辺
- 耳納山地
- 耳納スカイライン
- 高良山神籠石（列石遺構）
  - 八葉石碑残欠 - 境内にある。八葉石は列石遺構である神籠石の古名。
  - 馬蹄石 - 二の鳥居付近にある。元はこの石が神籠石と呼ばれており、八葉石の起点とされる。
  - 背比べ石 - 二の鳥居付近にある。
- 祇園山古墳
- 礫山古墳

## 関連図書
- 白井永二・土岐昌訓編集『神社辞典』東京堂出版、1979年、137-138頁
- 上山春平他『日本「神社」総覧』新人物往来社、1992年、260-261頁